# Daniel Daniel
Daniel Daniel, de son vrai nom Daniel Lannoy, est un artiste contemporain né à Bruxelles en 1958, vivant en Belgique, à Virton. 

## Biographie
Diplômé en Gravure et Impressions de l’École supérieure des Arts plastiques et visuels de Mons (devenue Arts² ), il est professeur de dessin à l’Académie des Beaux-Arts d’Arlon depuis 1987, créateur d’affiches, de livres-objets pour les Éditions Tandem, de compositions musicales et de films Super 8.
Avec Eric Muller et Emmanuel de Meulemeester, il fonde le groupe d’édition d’art les « Trois Mousquetaires ». 
Artiste aux multiples facettes, Daniel Daniel crée depuis 30 ans des sculptures mobiles, ou de lumière, en utilisant des moteurs électriques et des mécanismes bricolés, qu'il met parfois en scène dans des films d'animation et des vidéos d'art délirants produits avec ses techniques numériques et mécaniques how-made et low-tech.

## Expositions individuelles et collectives

### Années 1980-1990
- 1982 : Chez moi, Galerie Totem, Virton
- 1985 : Aux joyeux sapinos, Alter Ego, Mons
- 1989 : Entre deux pages avec Myriam Hornard, Église de Vieux-Virton, Virton
- 1990 : Sculptures mobiles, Le Bateau ivre, Redu
- 1991 : Livrés à eux-mêmes, livres réalisés pour les Éditions Tandem, Alter Ego, Mons
- 1992 : Enfer et paradis, L’Autre Musée, Bruxelles /avec Manu De Meulemeester, Myriam Hornard, Eric Muller, Espace Partenaires, Hamois
- 1994 : So long in Sologne, Galerie Arte Coppo, Verviers
- 1995 : La faune et la flore, une petite jungle dans un salon, Le Chalet de Haute Nuit, Bruxelles
- 1995 : Elément air, Les Chiroux, Liège
- 1995 : Interférences, Musée des Beaux-Arts, Mons
- 1995 : Livres d’artistes, La Vénerie, Bruxelles
- 1995 : Parcours d’art, Église désaffectée du Collège, Virton
- 1996 : Participation au 7ème Prix de la Gravure, Centre de la Gravure et l’Image imprimée, La Louvière
- 1996 : Tatoo l’Homolino, Centre culturel, Marchin
- 1996 : Les enfants d’Orphée, Orphelinat du Sacré-Cœur (org. Le Chalet de Haute Nuit), Boussu
- 1996 : Enfer – paradis, Poppen Festival, Centre culturel, Neerpelt
- 1997 : Mobiles à air chaud, Grange du Faing, Centre d’Art contemporain de la Province du Luxembourg belge, Jamoigne
- 1997 : Vivement dimanche, Halles de Schaerbeek, Bruxelles
- 1997 : Dominique Collignon, Daniel Daniel, François Liénard, Galerie Arte Coppo, Verviers
- 1998 : Dire, avec du relief, Halles de Schaerbeek (org. Le Chalet de Haute Nuit), Bruxelles
- 1999 : Le disque tant attendu jamais entendu, installation pour la sortie du disque Curiosités, Médiathèque, Mons
- 1999 : De la belle Charcuterie, Le Chalet de Haute Nuit, Bruxelles
- 1999 : Living Museum, Le Chalet de Haute Nuit, Bruxelles
- 1999 : Triennale internationale graphique, Hooglede
- 1999 : Xylon figuration, Centre de la Gravure et de l’Image imprimée, La Louvière
- 1999 : Liberté, Libertés chéries ou l’art comme résistance… à l’art, Le Botanique et ISELP, Bruxelles.

### Années 2000
- 2000 : Au-dessus des contingences, Le Chalet de Haute Nuit, Bruxelles
- 2000 : Proposition 1, Palais abbatial Saint-Hubert ; Ikob, Eupen ; Université du Travail, Charleroi
- 2001 : Mécanique & Cie, Centre Dansaert (org. Le Chalet de Haute Nuit), Bruxelles
- 2001 : Les grands loisirs, Le Chalet de Haute Nuit, Bruxelles
- 2002 : Daniel Daniel, Myriam Hornard, Jacky Lecouturier, Galerie Jacques Cerami, Loverval
- 2002 : Zaplap, Stubnitz, dans le cadre de « Bruges 2002, Capitale cultuelle européenne », Bruges
- 2002 : Belges attitudes, Galeries Dominique Lang et Neii Licht, Dudelange (L)
- 2002 : La fine équipe, Le Chalet de Haute Nuit, Bruxelles
- 2002 : Mise en boîte, Centre d’Art contemporain du Luxembourg belge, Jamoigne
- 2002 : Le Chalet de Haute Nuit, Comptoir des petits Éditeurs, Liège
- 2003 : Particules élémentaires, Atelier 340, Bruxelles
- 2003 : L’art est un jeu ?, La Vénerie, Bruxelles
- 2003 : Country, Le Chalet de Haute Nuit, Bruxelles
- 2003 : Passer l’hiver, Le Chalet de Haute Nuit, Bruxelles
- 2003 : Simenon d’une pipe, Centre wallon d’Art contemporain, La Châtaigneraie, Flémalle
- 2004 : Hardcorps, Le Chalet de Haute Nuit, Bruxelles
- 2004 : André Balthazar, l’air de rien, Musée Ianchelevici, La Louvière
- 2004 : Country 2, Le Chalet de Haute Nuit, Bruxelles
- 2004 : Why we like Belgium, Cinémathèque, San Francisco (USA)
- 2004 : Chalet de Haute Nuit Collection, Galerie 1/1 en vitrine, Bruxelles
- 2004 : N’oubliez pas le service !, Centres d’art de l’A.C.A.I., Atelier 340, Bruxelles
- 2005 : Chez, Le Chalet de Haute Nuit, Écaussinnes
- 2005 : Chez (suite), Le Chalet de Haute Nuit, Écaussinnes
- 2006 : Philippe Vosges, collectionneur de montagnes, Galerie Arte Coppo (org. Le Chalet de Haute Nuit), Verviers
- 2006 : Le champ du signe, Le Chalet de Haute Nuit, Écaussinnes
- 2006 : Hibernations, Le Chalet de Haute Nuit, Écaussinnes
- 2007 : Klaus Kermesse, Recyclart, Bruxelles[5]
- 2007 : Art an der Grenze, Pôle européen culturel (PEC), Athus
- 2007 : Philippe Vosges, collectionneur de montagnes, deuxième cime, Le Chalet de Haute Nuit, Écaussinnes
- 2008 : Mobile Home, Imal, Bruxelles[6]
- 2008 : Snow Time, vitrine pour la Ville de Dudelange (L)
- 2008 : Philippe Vosges, collectionneur de montagnes, Musée Ianchelevici (org. Le Chalet de Haute Nuit), La Louvière
- 2008 : Donation du Chalet de Haute Nuit à la Ville de Dudelange, Galeries Dominique Lang et Nei Liicht, Dudelange (L)
- 2009 : Flash Back 20, installation vidéo pour le « Festival Couleur Café », Tour et Taxis, Bruxelles
- 2009 : Il y a rire et rire, Madmusée, Liège.

### Années 2010
- 2010 : Sous la peau des choses, Maison du Tourisme, Arlon
- 2011 : Pays’arbres, L’Orangerie, Bastogne
- 2011 : D’Konschtkëscht (Boîte à image), CNA, Centre national de l’audio-visuel, Dudelange (L)
- 2011 : Le corps en morceaux (pour un corps poétique), Galerie 360°, Braine-l’Alleud
- 2012 : Manèges liquides, La Charcuterie, Bruxelles
- 2012 : Nature et Dérision, Centre d’Art contemporain de la Province du Luxembourg belge, Montauban
- 2012 : Daniel Daniel, Home Travel, Point Vidéo, Maison de la Culture, Namur[7]
- 2012 : 16ème Biennale internationale du Petit Format de Papier, Nismes
- 2013 : Daniel Daniel, Kompil, Galerie Dominique Lang, Dudelange (L)
- 2013 : Un monde de machines, Maison de la Culture, Marche-en-Famenne
- 2013 : Teken, Jan Colle Galerij, Gand
- 2014 : 7ème Biennale internationale du Petit Format de Papier, Nismes - Un monde de machines, Centre culturel, Éghezée
- 2014 : Dans les bois sous la mer, Ancien Palais de Justice, Arlon
- 2014 : Daniel Daniel, The Sapinière of Love, Centre d’Art contemporain du Luxembourg belge, Montauban
- 2014 : Cinéma, National Store, Bruxelles
- 2014 : Cuest’art, Parcours d’artistes, Virton
- 2014 : D’Konschtkëscht (Boîte à image), CNA, Centre national de l’audio-visuel, Dudelange (L)
- 2016 : House of Light, Le Magasin de papier, dans le cadre de « Mons 2015, Capitale culturelle européenne », Mons[8]
- 2016 : The Sapinière of Love, Comité du Laboratoire d’Activités Citoyen de la Knippchen (CLACK), Ulg, Arlon
- 2016 : Ciné Poème, Festival de courts métrages, Théâtre Paul Eluard, Bezons (F)
- 2016 : Daniel Daniel, House of Light, Centre d’Art contemporain du Luxembourg belge, Montauban
- 2016 : Dans les bois sous la mer, La « S » Grand Atelier, Vielsalm
- 2016 : 18ème Biennale internationale du Petit Format de Papier, Nismes et Braine-l’Alleud
- 2016 : Ô, Art contemporain et Patrimoine, Palais abbatial, Saint-Hubert.

## Collections publiques
- Arlon, musée Gaspar, Collections de l'Institut archéologique du Luxembourg : Autoportrait en corbeau, acrylique sur toile, 30 × 20 cm[9].

## Films, disques, livres, décors, calendriers et affiches
Réalisation d’affiches pour les spectacles d’Agnès Limbos depuis 1985
- Sur le sable, livre d’artiste, 1991
- Curiosités, disque, Ribonnet Productions, 1999
- Calendrier 2000, Electrabel, 2000
- Home Travel, film d’animation, 2001
- Klaus Kermesse, film d’animation, La Parti Production, 2007[10]
- Sculptures-décor pour le film Où est la main de l’homme sans tête de Guillaume Malandrin et Stéphane Malandrin, 2007[11]
- Spectrum Slide, film d’animation, 2008[12]
- Affiche pour La Sélect’ de la Médiathèque de la Communauté française de Belgique, 2009
- Flash Back 20, film d’animation pour le Festival Couleur Café, Bruxelles, 2009
- Réalisation du clip Michka Soka pour Françoiz Breut, 2012[13]
- The Sapinière of Love, film d’animation, Panique Production, 2014[14]
- Réalisation du clip La danse des ombres pour Françoiz Breut, 2015[15].